# Мазепа Наталія Ростиславівна
Мазепа Наталія Ростиславівна (*20 травня 1930, Москва — 17 серпня 2019, Київ) — доктор філологічних наук, спеціалізувалася на російській літературі, була науковим співробітником-консультантом Інституту літератури ім. Т. Г. Шевченка.

## Життєпис
Донька Ростислава Кавецького.
Займалася дослідженнями російської та української поезії XX століття, також досліджувала творчість російських письменників України.
Серед її праць — монографії:
- 1977 — «В поэтическом поиске»,
- 1980 — «Стихи и проза поэта»,
- 1986 — «Развитие современной советской поэмы»,
- написала розділ «Из второй половины двадцатого века» — про творчість Л. Кисельова — в колективному дослідженні «Русские советские писатели Украины» — 1991.